# Paradrino fijiana
Paradrino fijiana är en tvåvingeart som beskrevs av Hiroshi Shima 1984. Paradrino fijiana ingår i släktet Paradrino och familjen parasitflugor.
Artens utbredningsområde är Fiji. Inga underarter finns listade i Catalogue of Life.